# Fritz Obersiebrasse
Fritz Obersiebrasse (ur. 30 listopada 1940 w Bielefeld, zm. 11 lutego 2021 w Leverkusen) – niemiecki lekkoatleta, sprinter, złoty medalista uniwersjady w 1965, olimpijczyk. Podczas swojej kariery reprezentował Republikę Federalną Niemiec

## Kariera sportowa
Startując we wspólnej reprezentacji Niemiec odpadł w półfinale biegu na 100 metrów na igrzyskach olimpijskich w 1964 w Tokio.
Zwyciężył w sztafecie 4 × 100 metrów (w składzie: Gert Metz, Hans-Jürgen Felsen, Rudolf Sundermann i Obersiebrasse) i zajął 5. miejsce w finale biegu na 100 metrów na uniwersjadzie w 1965 w Turynie.
Był mistrzem RFN w sztafecie 4 × 100 metrów w 1963 i 1964, w biegu na 100 metrów był wicemistrzem w 1965 i brązowym medalistą w 1963, a w biegu na 200 metrów brązowym medalistą w 1964. W hali był wicemistrzem RFN w biegu na 60 metrów w 1963.